# Tábara
Tábara è un comune spagnolo di 950 abitanti situato nella comunità autonoma di Castiglia e León.